# Maike van der Duin
Maike van der Duin (* 12. September 2001 in Assen) ist eine niederländische Radsportlerin, die auf der Straße und der Bahn aktiv ist.

## Sportlicher Werdegang
2019 belegte Maike van der Duin bei den Junioren-Europameisterschaften jeweils Platz drei im Scratch, im Punktefahren und im Zweier-Mannschaftsfahren (mit Daniek Hengeveld), im Jahr darauf errang sie  bei den U23-Europameisterschaften Silber im Scratch. Bei den U23-Europameisterschaften 2021 in Apeldoorn wurde sie Europameisterin im Scratch und gewann jeweils die Silbermedaille im Omnium und mit Marit Raaijmakers im Zweier-Mannschaftsfahren.
Im Herbst 2021 wurde van der Duin für den Start bei den Bahnweltmeisterschaften in Roubaix nominiert. 2021, 2022 und 2023 errang sie bei Weltmeisterschaften im Scratch die Silbermedaille, 2022 zudem Silber im Omnium. 2023 wurde sie U23-Europameisterin im Ausscheidungsfahren. Seit der Saison 2023 ist van der Duin Mitglied im UCI Women’s WorldTeam Canyon SRAM Racing, für das sie regelmäßig in der UCI Women’s WorldTour eingesetzt wird und wiederholt Top-10-Platzierungen einfahren konnte. Ihre bisher wertvollsten Ergebnisse waren der jeweils dritte Platz bei der Ronde van Drenthe 2023 und Gent–Wevelgem 2023.
Nachdem van der Duin 2024 bei der Vuelta Feminina und beim Giro d’Italia Donne an den Start gegangen war, wurde sie für die Bahnradsportwettbewerbe bei den Olympischen Sommerspielen 2024 in Paris nominiert. Dort gewann sie mit Lisa van Belle die Bronzemedaille im Madison, im Omnium belegte sie den sechsten Platz.

## Erfolge

### Bahn
2019
- Junioren-Europameisterschaft – Scratch, Punktefahren, Zweier-Mannschaftsfahren (mit Daniek Hengeveld)

2020
- U23-Europameisterschaft – Scratch

2021
- U23-Europameisterin – Scratch
- U23-Europameisterschaft – Omnium, Zweier-Mannschaftsfahren (mit Marit Raaijmakers)
- U23-Europameisterschaft – Ausscheidungsfahren
- Weltmeisterschaft – Scratch

2022
- Weltmeisterschaft – Scratch, Omnium
- Niederländische Meisterin – Dernyrennen (hinter Peter Möhlmann)[1]

2023
- Europameisterschaft – Ausscheidungsfahren
- Weltmeisterschaft – Scratch
- U23-Europameisterin – Ausscheidungsfahren
- U23-Europameisterschaft – Punktefahren
- U23-Europameisterschaft – Omnium

2024
- Olympische Spiele – Madison (mit Lisa van Belle)

2025
- Europameisterin – Madison (mit Lisa van Belle)
- Europameisterschaft – Punktefahren

### Straße
2019
- eine Etappe Omloop van Borsele (Juniorinnen)